# Triple Frontier
Triple Frontier is een Amerikaanse misdaadfilm uit 2019 onder regie van J.C. Chandor. De hoofdrollen worden vertolkt door Ben Affleck, Oscar Isaac, Pedro Pascal, Charlie Hunnam en Garrett Hedlund.

## Verhaal
Santiago Garcia komt via informante Yovanna te weten waar de Zuid-Amerikaanse drugsbaron Gabriel Martin Lorea zich verscholen houdt. Hij vraagt vier ex-collega's van de Special Forces om het huis van Lorea te bespieden en een strategie voor een inval te bedenken. Tom Davis, de gewezen leider van het team, staat aanvankelijk weigerachtig tegenover een deelname aan de missie, maar kan het geld gebruiken aangezien hij in een echtscheiding verwikkeld zit. Ook de broers William en Ben Miller en vliegpiloot Francisco Morales besluiten mee te werken.
Na het bedenken van een strategie geeft Santiago zijn vrienden de kans om de inval zelf te doen, zodat ze het fortuin van Lorea voor zichzelf kunnen houden. Hoewel ze zich bedrogen voelen door Santiago besluiten ze toch om op het lucratief maar gevaarlijk voorstel in te gaan. Ze vallen binnen  op het moment dat Lorea's familieleden en enkele van zijn handlangers naar de zondagsmis zijn. Aanvankelijk vinden ze zowel Lorea als zijn fortuin niet terug.
De missie lijkt voorbij, tot Santiago plots ontdekt dat er honderden miljoenen in de muren van de woning verstopt zitten. Ze breken de muren open, maar spelen daardoor kostbare tijd kwijt. De doorgaans serene Tom wordt hebberig en de missie loopt niet langer zoals gepland. Wanneer ze ontdekken dat Lorea zich verscholen houdt in een verborgen kamer, raakt William gewond. Bovendien staan Lorea's familieleden en handlangers op het punt terug te keren.
Ondanks de tijdsdruk weten ze op het nippertje te ontsnappen. Ze steken de woning in brand en nemen wat later afscheid van Yovanna en haar broer, die ze enkele miljoenen meegeven. Ze schatten dat ze zo'n 250 miljoen dollar gestolen hebben. Hun helikopter is echter niet uitgerust om zo'n groot gewicht mee te sleuren. Wanneer ze over het Andesgebergte proberen te vliegen, stort hun helikopter neer op een cocaplantage.
Enkele gewapende cocatelers tonen meteen interesse in de vele geldzakken die samen met de helikopter zijn neergestort. Santiago en Tom proberen de situatie uit te leggen en te bemiddelen, maar de gemoederen lopen meteen op. Wanneer een teler naar zijn mes grijpt, grijpen de vijf vrienden naar hun vuurwapens. Enkele telers worden doodgeschoten. Uit schuldgevoel en in ruil voor enkele muilezels betaalt Santiago de leider van de plantage enkele miljoenen, waarna ze hun vluchtroute te voet verderzetten.
Tijdens de afmattende en gevaarlijke tocht verliezen ze een muilezel en een deel van de buit. Omdat het 's nachts koud is, besluit Ben ook een deel van het geld in brand te steken. De volgende dag worden ze bij hun tocht over een rotsgebergte onder vuur genomen. Ze splitsen zich op om hun aanvallers uit te schakelen. Tom schiet een schutter dood, maar merkt niet dat hij in zijn rug benaderd wordt door een tweede schutter. Het is een jonge teler die wraak wil nemen. Tom wordt doodgeschoten, waarna zijn collega's de jonge teler doodschieten.
De vier overgebleven vrienden beseffen dat er ondanks de hoge tol die ze al betaald hebben niets anders opzit dan hun missie verder te zetten. Ze sleuren zowel de overgebleven geldzakken als het lichaam van Tom mee richting de boot waarmee ze willen vluchten. Wanneer ze in de buurt van de zee komen, wordt Ben op verkenning gestuurd. Hij ontdekt dat de boot hen staat op te wachten, maar dat het kustdorpje bezet wordt door gewapende kindsoldaten. Santiago overweegt even om iedereen af te knallen, maar William brengt hem meteen op andere gedachten. Ze willen geen extra slachtoffers meer maken en besluiten daarom om zo goed als alle geldzakken te dumpen in een diepe rotskloof die weldra ondergesneeuwd zal raken.
Met enkel nog het lichaam van Tom als ballast en na een korte maar gevaarlijke auto-achtervolging raken ze voorbij de gewapende jongeren en tot op de boot. Van de oorspronkelijke buit blijven nog slechts enkele miljoenen over. Bij een notaris besluiten de vier mannen om het geld aan Toms familie te schenken. Buiten nemen ze afscheid van elkaar, waarna William een papiertje met coördinaten op aan Santiago overhandigt.

## Rolverdeling
| Acteur            | Personage                   |
| ----------------- | --------------------------- |
| Ben Affleck       | Tom "Redfly" Davis          |
| Oscar Isaac       | Santiago "Pope" Garcia      |
| Pedro Pascal      | Francisco "Catfish" Morales |
| Charlie Hunnam    | William "Ironhead" Miller   |
| Garrett Hedlund   | Ben Miller                  |
| Adria Arjona      | Yovanna                     |
| Reynaldo Gallegos | Gabriel Martin Lorea        |
| Sheila Vand       | Lauren Yates                |

## Titelverklaring
De titel Triple Frontier (Nederlands: drielandenpunt) verwijst naar het Zuid-Amerikaanse gebied waar de landen Argentinië, Brazilië en Paraguay aan elkaar grenzen en de rivieren Iguaçu en Paraná samenvloeien. Het is door de verschillende grenzen een locatie die moeilijk te controleren valt en waar drugskartels bijgevolg zeer actief zijn.
Het project was aanvankelijk ook bekend onder de alternatieve titel Sleeping Dogs.

## Productie
Het project werd in dienst van Paramount Pictures ontwikkeld door regisseur Kathryn Bigelow en scenarist Mark Boal, het duo achter de Oscarwinnende film The Hurt Locker (2008). In oktober 2010 werden Tom Hanks en Johnny Depp overwogen als hoofdrolspelers en raakte bekend dat er plannen waren om in februari 2011 aan de opnames te beginnen.
De productie sleepte zich voort en werd meermaals uitgesteld. Bigelow wilde Hanks als hoofdrolspeler, maar zowel haar eigen agents als de studio drongen er op aan om Will Smith te casten. Daarnaast vond de studio een budget van 80 miljoen dollar te hoog. In juni 2015 werd bericht dat Bigelow was afgehaakt om aan een film over deserteur Bowe Bergdahl te werken. J.C. Chandor werd vervolgens door Hanks en zijn agent benaderd om het project te regisseren. In januari 2016 werd ook Depp opnieuw aan het project gelinkt, terwijl Smith afhaakte om aan Collateral Beauty (2016) te kunnen meewerken.
In januari 2017 werden Channing Tatum en Tom Hardy als hoofdrolspelers overwogen. Een maand later werd hun casting bevestigd en werd ook Mahershala Ali aan het project toegevoegd. Nadien werd Adria Arjona gecast als de informante Yovanna. Het filmproject leek eindelijk van de grond te komen, maar in maart 2017, een maand voor de opnames van start zouden gaan, besloot Paramount alsnog om de productie stop te zetten. Derhalve haakten Tatum en Hardy af.
In mei 2017 werd het project opgepikt door Netflix en raakte bekend dat de broers Casey en Ben Affleck overwogen werden om Tatum en Hardy te vervangen. In juli 2017 moest Ben Affleck om persoonlijke redenen afhaken, waarna Mark Wahlberg benaderd werd om hem te vervangen. Verder werden ook Charlie Hunnam, Garrett Hedlund en Pedro Pascal aan het project toegevoegd. De opnames waren voor augustus 2017 gepland en zouden in Hawaï en Colombia plaatsvinden.
In maart 2018 gingen de opnames eindelijk van start en raakte bekend dat Ben Affleck en Oscar Isaac de hoofdrollen zouden vertolken. Isaac had eerder al een hoofdrol vertolkt in Chandors misdaadfilm A Most Violent Year (2014). Er werd gefilmd in onder meer Oahu (Hawaï), Bogota (Colombia) en Californië. Om de film zo geloofwaardig mogelijk te maken, werden enkele officieren van de Special Forces ingeschakeld als adviseurs.

## Release en ontvangst
In december 2018 werd de eerste trailer van de film vrijgegeven. Op 3 maart 2019 volgde de wereldpremière in New York. Op 13 maart 2019 ging de film in première op Netflix.
Triple Frontier kreeg van de Amerikaanse filmpers overwegend positieve recensies. Op Rotten Tomatoes heeft de film een waarde van 73% en een gemiddelde score van 6,6/10, gebaseerd op 80 recensies. Op Metacritic heeft de film een gemiddelde score van 61/100, gebaseerd op 24 recensies.
In april 2019 maakte Netflix bekend dat Triple Frontier in de eerste maand door 52 miljoen abonnees bekeken werd.

## Thema's
J.C. Chandor verklaarde in een interview met het Britse filmtijdschrift Empire dat hij een actiefilm wilde maken rond een ethisch dilemma. Volgens de regisseur gaat de film dieper in op wat mannelijkheid betekent en hoe oorlogservaringen een impact hebben op de Amerikaanse samenleving.
Volgens Ben Affleck kampen veel veteranen na hun militaire carrière met een stressvol dilemma. Ze kunnen met hun zeer specifieke en dodelijke kwaliteiten die ze in het leger ontwikkeld hebben als huurling aan de slag in de private sector, waar ze niet langer door een ideaal of patriottisme maar wel door geld gedreven worden, of ze besluiten om hun dodelijke kwaliteiten uit te schakelen om als gewone burger een beroep uit te oefenen waar ze niet mee vertrouwd zijn. De film toont aan hoe die dodelijke kwaliteiten kunnen ontsporen als ze gedreven worden door winstbejag, maar evenzeer hoe een doorsnee burgerleven na ingrijpende, militaire ervaringen weinig voldoening of financiële zekerheid biedt.
Volgens de regisseur leren de personages gaandeweg wel hun lesje, maar vallen ze nadien vrij snel terug in oude, door testosteron gedreven gewoontes en patronen. Het einde suggereert dat 'ze misschien helemaal niets leerden, wat zeer menselijk is'.